# Guldpiga
Guldpiga är ett pris som delas ut under Guldbaggegalan, från och med den 60:e upplagan, 2025.  Priset delas ut i syfte att "lyfta fram nya talanger, som med sitt arbete ger oss hopp om en spännande framtid för svensk film", och är sålunda en ny version av Guldbaggen för årets nykomling, vilken utdelades för åren 2015–2020.

## Historik
Guldbaggen för årets nykomling instiftades inför Guldbaggegalan 2016 och delades ut till individer inom alla yrken i filmbranschen för att uppmuntra kreativitet och innovation. Statyetten för årets nykomling var formgiven av den grafiska formgivaren Parasto Backman. Efter att ha delats ut fem år valde Filminstitutet att från och med 2021 års gala ta bort priskategorin. Detta skedde med hänvisning till att det i Sverige finns många utmärkelser som premierar nykomlingar inom filmens område.
Under namner Guldpiga återinfördes ett nykomling-pris inför Guldbaggegalan 2025. Statyetterna skapas av konstnären Patrik Sandell, som sedan 2004 även tillverkar Guldbaggestatyetterna, och består av material som blivit över vid tillverkningen av Guldbaggarna.

## Vinnare

### Guldbaggen för årets nykomling
| År          | Pristagare     | Yrke eller motivering                                        |
| ----------- | -------------- | ------------------------------------------------------------ |
| 2015 (51:a) | Bianca Kronlöf | Skådespelare, för sina insatser i Svenskjävel                |
| 2016 (52:a) | Ahang Bashi    | Filmregissör, för sina insatser i Skörheten                  |
| 2017 (53:e) | Rojda Sekersöz | Filmregissör, för sina insatser i Dröm vidare                |
| 2018 (54:e) | Crazy Pictures | Filmkollektiv, för sina insatser i Den blomstertid nu kommer |
| 2019 (55:e) | Emily Norling  | Filmregissör, för sina insatser i Allt vi äger               |

### Guldpiga
| År          | Pristagare  | Yrke eller motivering                                          |
| ----------- | ----------- | -------------------------------------------------------------- |
| 2024 (60:a) | Loran Batti | Filmregissör, för sina insatser i G – 21 scener från Gottsunda |